# Jan Šabršula starší

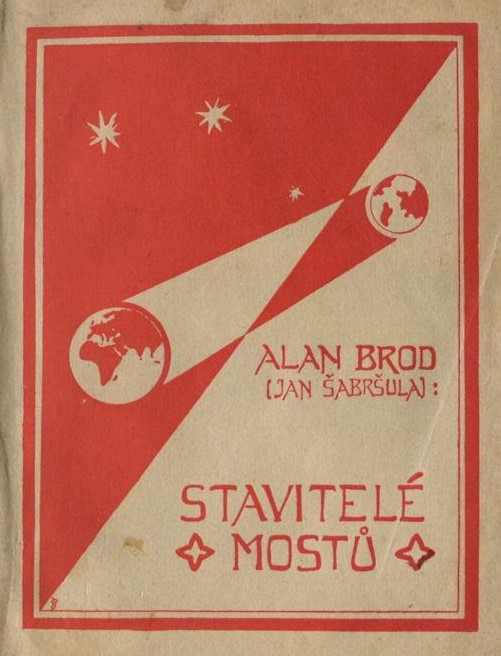
Alan Brod (Jan Šabršula): Stavitelé mostů (titulní strana, 1925)

Jan Šabršula starší (16. května 1892 Uherský Brod – 12. února 1942 koncentrační tábor Osvětim) byl český pedagog, spisovatel, protinacistický odbojář. Zahynul v nacistickém koncentračním táboře.

## Život

### Mládí
Narodil se v rodině kovářského mistra v uherskobrodském pivovaru Josefa Šabršuly a jeho manželky Marie, rozené Švehlákové; mladší sestra Anežka se narodila o tři roky později. Studoval na místní vyšší reálce, jako student z chudých poměrů dostával stipendium. V roce 1911 na této škole úspěšně maturoval.

### Učitelská dráha
Z počátku byl učitelem v Pitíně. V letech 1922 až 1937 vyučoval zeměpis a těsnopis na obchodní škole města Třebíče. V roce 1922 vykonal státní zkoušky pro učitelství těsnopisu, byl též spoluautorem těsnopisné učebnice.
Pedagogickou dráhu ukončil jako ředitel obchodní akademie v Havlíčkově Brodě, kam byl přeložen před počátkem 2. světové války.

### Sokolský funkcionář
Jan Šabršula byl funkcionářem Sokola, od roku 1926 byl redaktorem Věstníku sokolské župy plukovníka Švece. Později se stal náčelníkem této župy.

### Rodinný život
Dne 30. června 1915 se v Bojkovicích oženil s dcerou místního obchodníka Leopoldinou Vinceníkovou (* 1893). V té době byl učitelem v Pitíně. V roce 1918 se manželům Šabršulovým narodil syn Jan Šabršula, pozdější český romanista.

### Odboj a závěr života
Za nacistické okupace se aktivně zapojil do odboje, kde spolupracoval s organizací Obrana národa. Jeho odbojová činnost sice nebyla prozrazena, byl ale v roce 1941 zatčen jako přední sokolský funkcionář. Po zatčení byl převezen do Terezína. Zahynul v koncentračním táboře Osvětim po zranění, které utrpěl poté, co se zastal vězně týraného dozorcem.

## Posmrtná pocta
V roce 1946 byl vyznamenán Československým válečným křížem 1939 in memoriam.

## Dílo
Používal též pseudonym Alan Brod.
Nejznámějším beletristickým dílem Jana Šabršuly je dobrodružný román pro mládež Pod vlajkou Inků. Vydání ilustroval přední ilustrátor dobrodružných románů Jaromír Vraštil, kterému v té době bylo pouhých 17 let. Autorem obálky je Zdeněk Burian.
Stavitelé mostů je utopický román o cestě obyvatel planety Merkur na Zemi.

### Beletrie
- Modré moře (cestopisná novela, pseudonym Alan Brod; Bojkovice, Vlad. Buňata 1922)
- Stavitelé mostů (román; Brno, Svoboda 1923 a Brno, Antonín Okáč 1925)
- Pod vlajkou Inků (historický román pro dospívající mládež, ilustrace Jaromír Vraštil; Praha, Ústřední učitelské nakladatelství a knihkupectví 1939)

### Pedagogické publikace
- Učebnice německého těsnopisu podle soustavy Heroutovy-Mikulíkovy (Pro potřebu školní i pro samouky upravili Jan Šabršula a František Slabý; Praha, nákladem vlastním 1924, 1929, 1933)
- Evropský slovníček = Europäisches Taschen Wörterbuch = European pocket-dictionary = Vocabulaire européen de voyage = Europeo dizionairio da viaggo = Europski putni rječnik = Evropejskij karmannyj slovar (sestavil a příklady větnými i poznámkami opatřil Jan Šabršula; V Třebíči, J. F. Kubeš 1931)
- Anekdoten, Geschichten u. Märchen (pro školní a domácí použití, sebrali J. Šabršula a F. Slabý; Praha, nákladem vlastním 1935)

### Sokolské publikace
- Prostná mužů (autoři J. Schüller a J. Šabršula; V Jihlavě, Sokolská župa plukovníka Švece 1928)
- Jan Máchal - sokolský vůdce (život a dílo; V Praze, Československá obec sokolská 1929)
- Slovanský jih (Prostná cvičení pro 10 mužů; na jihoslovanské motivy historické a hudební složil Jan Šabršula, hudební doprovod upravil Dr. Frant. Bláha; V Praze, Československá Obec Sokolská 1931)
- Cvičení s kopími (pro vystupování starších mužů o Švecově vzpomínkovém sletu v Třebíči 1933; V Třebíči, nákladem vlastním 1932)

## Zajímavosti
- Jan Šabršula starší byl nejen pedagog a spisovatel, byl též dobrý šachista ve Sportovním klubu Třebíč a Jihomoravské šachové župě.[12]
- Jako pedagog–zeměpisec procestoval se svým kolegou v roce 1936 severní Afriku, kam doputoval přes Německo, Francii a Španělsko, navracel se přes Itálii a Rakousko.[13]